# Glypta alberta
Glypta alberta là một loài tò vò trong họ Ichneumonidae.